# 阿爾奇多納縣
0°55′S 77°47′W / 0.917°S 77.783°W
阿爾奇多納縣（西班牙語：Cantón Archidona），是厄瓜多爾的縣份，位於該國中部，由納波省負責管轄，始建於1981年4月21日，面積3,029平方公里，2001年人口18,551，人口密度每平方公里6.12人。